# Michel Platini
Michel François Platini (n. 21 iunie 1955, Jœuf⁠(d), Lorraine⁠(d), Franța) este un fost fotbalist și antrenor francez, cu origini italiene. A fost președintele UEFA între 2007 și 2015.

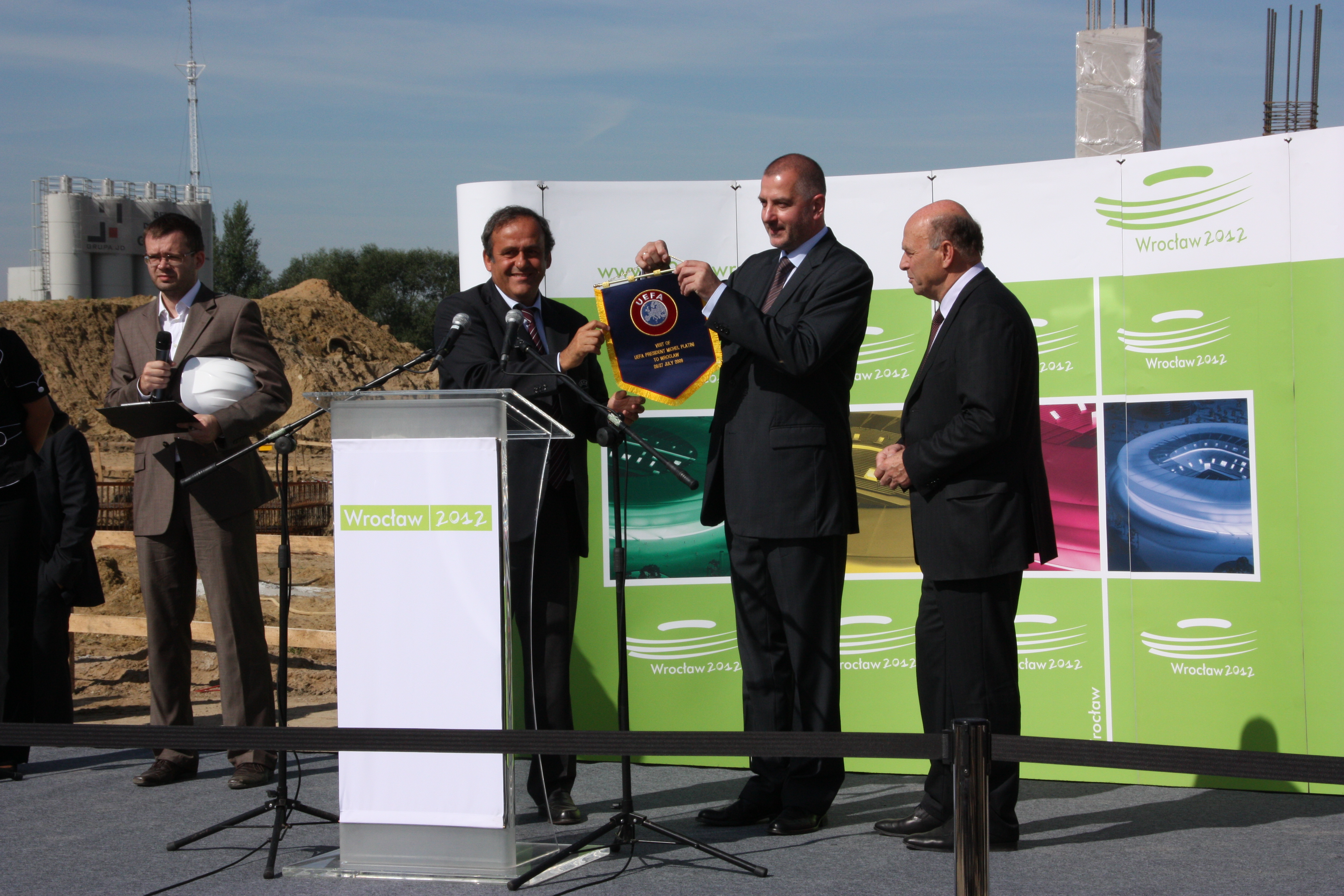
Michel Platini, Rafał Dutkiewicz, Grzegorz Lato (Wrocław, 2009).

Platini a făcut parte din naționala Franței care a câștigat în 1984 Campionatul European de Fotbal, fiind atunci golgeterul competiției și ales cel mai bun jucător. A participat la Campionatele Mondiale de Fotbal din 1978, 1982 și 1986, ajungând în semifinalele celor din urmă. Platini, Alain Giresse, Luis Fernández și Jean Tigana au alcătuit așa-numitul carré magique („Careul magic”), coloana vertebrală a echipei Franței din anii '1980.
Platini a fost numit Chevalier (Cavaler) al Legiunii de Onoare pe 29 aprilie 1985, și a devenit Officier (Ofițer) în 1988. A fost antrenorul selecționatei Franței timp de patru ani, și co-organizatorul Campionatului Mondial de Fotbal 1998 din Franța. A fost de asemenea președintele Comitetului FIFA pentru Tehnică și Dezvoltare, precum și vicepreședinte al Federației Franceze de Fotbal.

## Legături externe
- Michel Platini pe site-ul National-Football-Teams.com
- en Michel Platini la Olympedia.org